# Ringer-Europameisterschaften 1968
Die Ringer-Europameisterschaften 1968 fanden im Juni im griechisch-römischen Stil im schwedischen Västerås und im Juli im Freistil in Skopje im damaligen Jugoslawien statt. Die Olympischen Sommerspiele in Mexiko fanden im selben Jahr im Oktober statt.
1968 wurde bei den Ringer-Europameisterschaften letztmals in acht Gewichtsklassen gerungen. 1969 wurden zwei weitere Gewichtsklassen eingeführt. 1997 wurde das Gewichtklassensystem wieder auf acht Klassen geändert.

## Griechisch-römisch

### Ergebnisse
| Klasse | Gold               | Silber        | Bronze           |
| ------ | ------------------ | ------------- | ---------------- |
| -52 kg | Iwan Kotschergin   | Petar Kirow   | Jussi Vesterinen |
| -57 kg | Christo Traikow    | János Varga   | Risto Björlin    |
| -63 kg | Juri Grigorjew     | Jiří Švec     | Ilhan Topsakal   |
| -70 kg | Wladimir Nowochato | Matti Poikala | Antal Steer      |
| -78 kg | Sırrı Acar         | Milan Nenadić | Wladislaw Iwlew  |
| -87 kg | Omar Bliadse       | Petar Krumow  | Jiří Kormaník    |
| -97 kg | Ferenc Kiss        | Bojan Radew   | Per Svensson     |
| +97 kg | Petr Kment         | István Kozma  | Ragnar Svensson  |

### Medaillenspiegel (griechisch-römisch)
| Rang | Land             | Gold | Silber | Bronze |
| ---- | ---------------- | ---- | ------ | ------ |
| 1    | Sowjetunion      | 4    | 0      | 1      |
| 2    | Bulgarien        | 1    | 3      | 0      |
| 3    | Ungarn           | 1    | 2      | 1      |
| 4    | Tschechoslowakei | 1    | 1      | 1      |
| 5    | Türkei           | 1    | 0      | 1      |

Vier Ringer aus der DDR erreichten Platzierungen unter den ersten sechs: Klaus Pohl wurde in der Klasse bis 70 kg vierter, Rudolf Vesper bis 78 kg fünfter, Jürgen Klinge bis 97 kg sechster und Roland Bock in der Klasse über 97 kg fünfter.
Bester Ringer aus Westdeutschland war Heinz Kiehl mit seinem sechsten Platz in der Klasse bis 97 kg.

## Freistil

### Ergebnisse
| Klasse | Gold                 | Silber           | Bronze             |
| ------ | -------------------- | ---------------- | ------------------ |
| -52 kg | Baju Baew            | Paul Neff        | Mehmet Esenceli    |
| -57 kg | Ali Alijew           | Iwan Schawow     | Zbigniew Żedzicki  |
| -63 kg | Enju Todorow         | Petre Coman      | Hans-Jürgen Luczak |
| -70 kg | Enju Waltschew Dimow | Juri Gussow      | Jan Karlsson       |
| -78 kg | Daniel Robin         | Károly Bajkó     | Guliko Sagaradse   |
| -87 kg | Andrei Tschowrebow   | Prodan Gardschew | Francisc Balla     |
| -97 kg | Wladimir Guljutkin   | Wassil Todorow   | Ryszard Długosz    |
| +97 kg | Alexander Medwed     | Osman Duraliew   | László Nyers       |

### Medaillenspiegel (Freistil)
| Rang | Land                            | Gold | Silber | Bronze |
| ---- | ------------------------------- | ---- | ------ | ------ |
| 1    | Sowjetunion                     | 4    | 1      | 1      |
| 2    | Bulgarien                       | 3    | 4      | 0      |
| 3    | Frankreich                      | 1    | 0      | 0      |
| 4    | Ungarn                          | 0    | 1      | 1      |
| 5    | Rumänien                        | 0    | 1      | 1      |
| 6    | BR Deutschland                  | 0    | 1      | 0      |
|      |                                 |      |        |        |
| 8    | Türkei                          | 0    | 0      | 1      |
| 8    | Deutsche Demokratische Republik | 0    | 0      | 1      |
| 8    | Schweden                        | 0    | 0      | 1      |

Für die DDR platzierten sich noch Horst Mayer (Platz 5, bis 57 kg), Martin Heinze (Platz 5, bis 78 kg), Peter Döring (Platz 4, bis 87 kg) und Roland Bock (Platz 6, über 97 kg) unter die ersten sechs.